# Gilles Roth
Gilles Roth (ur. 1 marca 1967 w Luksemburgu) – luksemburski polityk, prawnik i samorządowiec, deputowany, od 2023 minister finansów.

## Życiorys
Z wykształcenia i zawodu prawnik, studiował na Université catholique de Louvain. Pracował jako radca w ministerstwie finansów.  W 2000 objął urząd burmistrza gminy Mamer, który sprawował do czasu powołania w skład rządu w 2023. Był członkiem Europejskiego Komitetu Regionów, zasiadał też we władzach związku międzygminnego ZARO.
Zaangażował się w działalność polityczną w ramach Chrześcijańsko-Społecznej Partii Ludowej. W 2007 objął zwolniony mandat posła do Izby Deputowanych. Do luksemburskiego parlamentu był następnie wybierany w wyborach w 2009, 2013, 2018 i 2023.
W listopadzie 2023 objął stanowisko ministra finansów w rządzie Luca Friedena.